# Hastings—Lennox and Addington (circonscription provinciale)
Circonscription électorale provinciale du Canada
Hastings—Lennox et Addington est une circonscription provinciale de l'Ontario représentée à l'Assemblée législative de l'Ontario depuis 2018. 

## Géographie
La circonscription consiste en le comté de Hastings, le comté de Lennox et Addington et une partie de la ville de Belleville.
Les circonscriptions limitrophes sont Haliburton—Kawartha Lakes—Brock, Peterborough—Kawartha, Northumberland—Peterborough-Sud, Baie de Quinte, Kingston et les Îles, Lanark—Frontenac—Kingston et Renfrew—Nipissing—Pembroke.  

## Historique
| Législature | Années        | Député     | Député      | Parti                     |
| --- | ------------- | ---------- | ----------- | ------------------------- |
| Hastings—Lennox and Addington Circonscription issue d'Ancaster—Dundas—Flamborough—Westdale, Hamilton-Centre et Hamilton Mountain |               |            |             |                           |
| 42e | 2018-2022     |            | Daryl Kramp | Progressiste-conservateur |
| 43e | 2022–2025     | Ric Bresee |             | Progressiste-conservateur |
| 44e | 2025–en cours | Ric Bresee |             | Progressiste-conservateur |

## Circonscription fédérale
Depuis les élections provinciales ontariennes du 4 octobre 2007, l'ensemble des circonscriptions provinciales et des circonscriptions fédérales sont identiques.